# شاپرکان قورباغه‌پا
شاپرکان قورباغه‌پا (نام علمی: Batrachedridae) نام یک تیره از بالاخانواده شاپرکان شاخ‌کمانی است. نام یونانی batrachos, به معنی قورباغه و edra به معنی صندلی و سه‌پایه است و به شیوه استراحت در بالغان این شاپرک‌ها اشاره می‌کند.